# Radoslav Pavlović
Radoslav Pavlović (1420. – 1441.), knez i istaknuti predstavnik loze Pavlovića.

## Životopis
Radoslav Pavlović sin je kneza Pavla Radinovića. Poslije ubojstva oca 1415., zajedno s bratom Petrom Pavlovićem i uz pomoć Osmanlija napada vojvodu Sandalja Hranića kojeg su okrivljavali za očevu smrt. Vojvoda Sandalj Hranić napao je Pavlove sinove da bi im oteo posjede i u tom sukobu je 1420. poginuo vojvoda Petar I., dok se Radoslav izmirio sa Sandaljem. Radoslav Pavlović preuzima vodstvo među Pavlovićima 1420. nakon smrti svoga brata Petra. 
Smirivanje odnosa Pavlovića i Kosača rezultiralo je bračnom vezom. Vojvoda Radoslav oženio se Teodorom, kćerkom kneza Vukca Hranića Kosače i sestrom kasnije poznatog vojvode Stjepana Vukčića Kosače. Radoslav je s Teodorom, kćerkom Vukca Hranića imao tri sina, a to su vojvoda Ivaniš Pavlović († 1450.), vojvoda Petar II. i knez Nikola Pavlović (vladali 1450. – 1463.). Više godina vojvoda Radoslav je pregovarao s Dubrovčanima oko prodaje svoje polovine Konavala. Prodaja je na kraju izvršena krajem 1426.
Radoslav se 1430. godine sukobio s Dubrovačkom Republikom kada je osporio ugovor kojim je svoj dio Konavla predao Dubrovčanima, a zaratio je i sa Sandaljevim nasljednikom Stjepanom Vukčićem u želji da vrati obiteljske posjede koje mu je oteo Sandalj. Međutim, Stjepan Vukčić mu je oteo Trebinje i Vrm 1438. godine, slomivši moć Pavlovića.